# Rambler Island
Rambler Island (von englisch rambler ‚Spaziergänger, Wanderer‘, in Chile Isla Bío Bío) ist eine Insel vor der Loubet-Küste des Grahamlands auf der Antarktischen Halbinsel. Sie ist die größte der Bragg-Inseln im Crystal Sound und liegt 12 km nördlich des Kap Rey am westlichen Ende der Pernik-Halbinsel.
Kartiert wurde sie anhand von Vermessungen des Falkland Islands Dependencies Survey zwischen 1958 und 1959. Ihr Name leitet sich vom Rambler Harbour an der Nordseite der Insel ab. Wissenschaftler der 1. Chilenischen Antarktisexpedition (1946–1947) benannten die Insel dagegen nach dem Río Bío Bío.